# 경희문학상
경희문학상은 경희대학교, 경희대학교 대학원, 경희사이버대 출신으로 최근 신작을 발표한 문인 가운데 두드러진 활약을 보인 이들을 선정하는 문학상이다.

## 역대 수상 작품
- 1984년 1회 최은하 시집 《왕십리 안개 및 바람은》
- 1985년 2회 이향아 시집 《한십년이면》
- 1986년 3회 박현영 시집 《진실의 얼굴》
- 1987년 4회 박정만 시집 《무지개가 되기까지는》
- 1988년 5회 유승우 이원복
- 1989년 6회 정득복 시집 《나의 밤을 아침이 깨우나니》
- 1990년 7회 노수민 《그네 위의 방》
- 1992년 9회 김준 시집 《진실로 네 앞에서는 무엇을 미워하랴》
- 1993년 10회 이영춘 시집 《시특집》《관계》
- 1997년 13회 차옥혜 시집 《흙바람속으로》 / 박성철 시집 《억새풀 산조》
- 2001년 14회 박덕규 김종회
- 2002년 15회 정호승 시집 《눈물이 나면 기차를 타라》 / 이정원 수필집 《앵초꽃 사랑》
- 2004년 17회 김용성 장편소설 《기억의 가면》 / 박주택 시집 《카프카와 만나는 잠의 노래》
- 2005년 18회 김용희 박남철 시집 《바다 속의 흰머리뫼》
- 2006년 19회 김종성 소설집 《연리지가 있는 풍경》
- 2007년 20회 박이도 시집 《빛과 그늘》 / 박진숙 극본집 《필드》
- 2009년 22회 김기택 시집 《껌》 / 싱정순 동화집 《착한 갱 아가씨》
- 2010년 23회 김용만 소설집 《엄마의 가상공간》 / 이봉일 평론집 《문학과 정신분석》
- 2011년 24회 이성부 시집 《도둑산길》 / 양억관 김난주 번역본 《좌안+우안 세트》 (에쿠니 가오리·츠지 히토나리 지음)
- 2012년 25회 신봉승 희곡집 《노망과 광기》 / 류시화 시집 《나의 상처는 돌 너의 상처는 꽃》
- 2013년 26회 이성천 평론집 《위반의 시대와 글쓰기》 / 노희준 장편소설 《넘버》
- 2014년 27회 전상국 소설 《남이섬》 / 이문재 시집 《지금 여기가 맨 앞》
- 2015년 28회 김정수 시집 《하늘로 가는 혀》 / 유진월 희곡집 《유진월 희곡직3》
- 2016년 29회 신지견 소설 《서산》 / 문흥술 평론집 《환각의 인을 찾아서》
- 2017년 30회 한수산 소설 《군함도》 / 고찬규 시집 《핑퐁핑퐁》
- 2022년 31회
- 2023년 32회 남승원 평론집
- 2024년 33회 배한봉 시집 《육탁》